# Villafranca Montes de Oca
Villafranca Montes de Oca és un municipi de la província de Burgos a la comunitat autònoma de Castella i Lleó. Forma part de la comarca de Montes de Oca.

## Demografia
| 1991 | 1996 | 2001 | 2004 |
| ---- | ---- | ---- | ---- |
| 216  | 211  | 191  | 174  |